# Liste des romans San-Antonio
 (novembre 2023).
- Si vous ne connaissez pas le sujet, laissez ce bandeau (vous pouvez alors contacter les auteurs).
- Si vous supprimez le contenu mis en cause (vous pouvez préalablement contacter les auteurs),

argumentez précisément cette suppression dans la page de discussion
(un manque de référence n'est pas un argument ; une recherche réelle de référence doit avoir été effectuée, être formellement documentée).
Cet article présente une liste des œuvres de Frédéric Dard publiées sous le pseudonyme San-Antonio, chez Fleuve noir : romans parus dans la série Spécial Police, puis dans la série San-Antonio ; ainsi que d'autres romans associés ou non au personnage du commissaire San-Antonio. L'article présente également la liste des traductions américaines et celle des Nouvelles Aventures de San-Antonio, écrites par Patrice Dard.

## Série d'origine
La série d'origine des aventures du commissaire San-Antonio compte 175 ouvrages, publiés entre 1949 et 2001. La numérotation est celle utilisée par l'éditeur depuis 2003.
Les éditions récentes, chez Fleuve Noir et chez Pocket, comportent un « mode d'emploi » par Raymond Milési : liste complète avec l'historique de publication, liste des hors-collection et guide thématique.

### Réglez-lui son compte!
- Publication : 1949 chez Jacquier, 2 volumes en mai et juin 1952 collection La Loupe avec Une tonne de cadavres constituent le livre réédité le 19 juin 1981 chez Fleuve Noir)  (ISBN 2265054917). À noter quʼUne tonne de cadavres contient un 11e chapitre en plus, "bien chaud, bien parisien...", réédité uniquement dans l'édition soixante-dixième anniversaire.
- Situation dans la série : no 1
- Situation dans la chronologie de l'histoire : n° 4
- Date et lieux principaux de l'action : Marseille dans la première histoire, Rome et Naples dans la deuxième.
- Personnages principaux : San-Antonio, Félicie
- Résumé : C'est la véritable première aventure publiée de San-Antonio, présenté comme un pseudonyme. Elle se déroule juste après la guerre, c'est une histoire d'espionnage avec des anciens Nazis, à Marseille puis Nice (Une tonne de cadavres). Il évoque ses chefs simplement pour dire que ceux-ci l'envoient en mission. La seconde histoire nous raconte son enquête en Italie pour retrouver des plans sur l'énergie atomique dérobés à Paris. Il parle de sa mère, déjà pas mal, Félicie.
- Remarques : San-Antonio a 38 ans et habite Neuilly, première apparition de son fameux sésame : un passe-partout lui permettant d'ouvrir n'importe quelle serrure. Il prétend aussi avoir travaillé par le passé pour une police privé en Californie et parler parfaitement l'anglais, chose qui sera démentie par la suite lors de ses premières missions en Angleterre.

### Laissez tomber la fille
- Publication : 5 décembre 1950  (ISBN 226508090X)
- Situation dans la série : no 2
- Situation dans la chronologie de l'histoire : n° 1
- Date et lieux principaux de l'action : 1942 - Paris et banlieue
- Personnages principaux : San Antonio, Félicie
- Résumé : Automne 42 pendant l'occupation, San Antonio est victime d'une tentative de meurtre dans le métro. Après 2 mois de convalescence il est bien décidé à retrouver l'homme qui lui a tiré dessus, il aura comme soutien son infirmière, la belle Gisèle.
- Remarque : Ce n'est pas la suite du 1er, mais c'est le premier chronologiquement, il se passe pendant la guerre, il n'est plus en service et se trouve pris malgré lui dans une histoire de détournements d'eau lourde, il combat les Allemands. Il se fait quasiment tuer, en prenant quelques balles dans le buffet. Il habite alors Neuilly. A la fin il rallie Londres.

### Les souris ont la peau tendre
- Publication : août 1951  (ISBN 2265044547)
- Situation dans la série : no 3
- Situation dans la chronologie de l'histoire : n° 2
- Date et lieux principaux de l'action : pendant la Seconde Guerre mondiale (1943) La Panne, Ostende, Bruxelles  Belgique.
- Personnages principaux : San-Antonio
- Résumé : San-Antonio est résistant et travaille avec l’Intelligence Service britannique pour démasquer un traître qui a infiltré un réseau de résistants belges. Alors que San-Antonio a à peine débarqué à La Panne, son indic' est retrouvé transpercé par une épée, sa seule piste est donc de retrouver la femme qui lui a discrètement transmis un petit appareil photo
- Remarque : San-Antonio est désormais sous les ordres du Major Parkings déjà évoqué dans le tome précédent. Le domicile familial du héros n'est plus à Neuilly mais à Saint Cloud. Première apparition de la blague ça se corse (chef lieu Ajaccio) qui sera une récurrence aux travers des années

### Mes hommages à la donzelle
- Publication : 1er juillet 1952  (ISBN 2265066850).
- Situation dans la série : no 4.
- Situation dans la chronologie de l'histoire : n° 5
- Personnages principaux : San-Antonio, le Patron, le précurseur de Bérurier (Bouboule).
- Intrigue : San-Antonio est chargé de vérifier si quelqu'un, dans l’entourage d'un savant britannique travaillant pour la France, transmet des secrets d'État à une puissance étrangère. Suite du vrai 1er (n° 4) et non du 3éme, il se déroule à la suite de cette mission sur la Côte d'Azur, une affaire d'espionnage aussi mais à Paris (Boulogne), avec un professeur traitre. On y découvre son patron, le chauve avec déjà pas mal de ses caractéristiques, le fait d'être toujours présent au bureau et d'avoir des habitudes bizarres, comme de chantonner quand il est nerveux. On y rencontre brièvement un personnage qui est un embryon de Bérurier, surnommé Bouboule, qui se fait tuer.

### Du plomb dans les tripes
- Publication : 1er trimestre 1953  (ISBN 2265064289).
- Situation dans la série : no 5.
- Situation dans la chronologie de l'histoire N°3
- Résumé : à nouveau une aventure pendant la guerre, à la suite des deux autres il est envoyé à Lyon par l'IS pour supprimer une espionne nazie, Gertrude.

### Des dragées sans baptême
- Publication : 2e trimestre 1953  (ISBN 2265069124)
- Situation dans la série : no 6
- Situation dans la chronologie de l'histoire N°6
- Date et lieux principaux de l'action : Paris
- Personnages principaux : San-Antonio, Angelino
- Résumé : San-Antonio doit descendre un flic véreux. Il essaie ensuite déjouer un attentat planifié par le criminel Angelino. C'est dans ce livre qu'il égorge son tortionnaire avec ses dents.

### Des clientes pour la morgue
- Publication : juin 1953  (ISBN 2265066869)
- Situation dans la série : no 7
- Remarque : première (brève) apparition de Bérurier, Guignard
- Résumé : Suite probable du précédent, il se met à suivre un gars déguisé en fille jusqu'à Genève. On y voit apparaître pour la 1ère fois Bérurier, assez peu, qui le vouvoie, et Guignard le scientifique, qui va changer de nom ensuite mais qui a déjà une brouette de gamins, il n'est pas encore roux.

### Descendez-le à la prochaine
- Publication : 4e trimestre 1953  (ISBN 2265069140)
- Situation dans la série : no 8
- Date et lieux principaux de l'action : Paris, Freudenstadt (Allemagne), Strasbourg, Cannes
- Personnages principaux : San-Antonio
- Résumé : San-Antonio est chargé de retrouver un agent de l'ambassade de Russie kidnappé par un groupe nationaliste allemand.

### Passez-moi la Joconde
- Publication : 1er trimestre 1954  (ISBN 2265080926)
- Situation dans la série : no 9

### Sérénade pour une souris défunte
- Publication : 1er trimestre 1954  (ISBN 2265075752)
- Situation dans la série : no 10
- Date et lieux principaux de l'action : Londres et banlieue
- Personnages principaux : San-Antonio, Grace, Achille (patron du commissaire)
- Résumé : San-Antonio doit sur rendre à l'exécution du fils d'un ami du Vieux. Il s'ensuit une enquête officieuse sur les terres anglaises.
- Remarque : anachronisme dans la réédition (qui date des années 70) : Grace, la jeune anglaise qui accompagne notre héros est décrite par San-Antonio comme ayant la même coiffure que Françoise Hardy (elle n'avait que 10 ans en 1954)

### Rue des Macchabées
- Publication : 3e trimestre 1954  (ISBN 2265080942)
- Situation dans la série : no 11
- Résumé : Lors d'un passage à la banque, le commissaire San-Antonio découvre un message sur lequel est écrit  Au secours. Le client l'ayant précédé est retrouvé mort quelques minutes plus tard dans sa voiture non loin de l'établissement.

### Bas les pattes!
- Publication : 3e trimestre 1954  (ISBN 2265027103)
- Situation dans la série : no 12

### Deuil express
- Publication : 4e trimestre 1954  (ISBN 2265027138)
- Situation dans la série : no 13
- Date et lieux principaux de l'action : Lyon, Paris, Le Vesinet
- Personnages principaux : San-Antonio, Pinaud (adjoint du commissaire)
- Remarque : 1re apparition de César Pinaud, deuxième apparition physique de Bérurier (après plusieurs évocations dans les tomes précédents et avec cette fois une importance dans l'intrigue)
- Résumé : San-Antonio, lors d'une partie de pêche avec son oncle Gustave dans la campagne lyonnaise, repêche le corps d'un inconnu... Quelques jours plus tard à Paris, alors qu'il tente de récupérer des documents secrets des mains d'un espion suisse, il constate le lien entre les deux affaires. Cette histoire mettra le commissaire face à la pègre alsacienne ainsi qu'à la rébellion indochinoise.

### J'ai bien l'honneur de vous buter
- Publication : 1er trimestre 1955  (ISBN 2265080969)
- Situation dans la série : no 14
- Personnages principaux : San Antonio, l'espionne Elia Filesco, l'inspecteur Rowland.
- Résumé : Répondant à une petite annonce londonienne, le commissaire San Antonio se présente en tant que chauffeur pour surveiller discrètement une espionne roumaine. Problème : il ne parle pas un mot d'anglais

### C'est mort et ça ne sait pas
- Publication : 2e trimestre 1955  (ISBN 2265069167)
- Situation dans la série : no 15
- Date et lieux principaux de l'action : Pendant l'automne. Paris et région parisienne. 117, Rue de la Gaieté. Villejuif. 1, rue Jacquemaire-Clemenceau. 12, rue Jean-Bouton.
- Personnages principaux : San-Antonio, Achille (patron du commissaire), Inspecteur principal Mignon et Inspecteur Georgel, tous deux de la Criminelle.
- Résumé : Le commissaire San-Antonio travaille en collaboration avec la Criminelle sur un double assassinat. Sur les deux victimes égorgées on a retrouvé une carte : une gravure à caractère sataniste. Le pape de l'église luciférienne est dans le viseur
- Remarque : San-Antonio a 35 ans

### Messieurs les hommes
- Publication : 2e trimestre 1955  (ISBN 2265044830)
- Situation dans la série : no 16
- Date et lieux principaux de l'action : Région parisienne et Normandie, (boulevard de Clichy, rue Ballu, rue du Luxembourg, gare Saint-Lazare, rue de Rome, 22 rue Lamarck, avenue Mozart, 18 rue de Lancry, 15 km du Havre, PJ, Cimetière du Père-Lachaise)
- Personnages principaux : San-Antonio, Achille (patron du commissaire), Paul le Pourri, Sofia.
- Résumé : San-Antonio se fait passer pour un truand nommé Bernard Tonacci afin d'infiltrer la bande de Paul-le-Pourri... Que peuvent donc bien préparer Messieurs les hommes ?

### Du mouron à se faire
- Publication : 4e trimestre 1955
- Situation dans la série : no 17
- Date et lieux principaux de l'action : Liège. Noms des rues imaginaires sauf rue de l'Étuve. Gare.
- Personnages principaux : San-Antonio, Achille (patron du commissaire), inspecteur Rubierre de la PJ Liégeoise.
- Résumé : Cette histoire a commencé très bizarrement. Depuis une quinzaine, je me faisais tarter à Liège dans l’attente d’éventuels espions qui devaient passer par là. Pourtant, j’adore cette ville au charme provincial, mais franchement, quinze jours sans action... ça me devient vite insupportable. Et puis un matin, alors que j’étais encore dans ma chambre d’hôtel, mon attention a été sollicitée par un curieux éclat lumineux. Je me suis approché par le balcon de la chambre voisine, et là j’ai vu le spectacle le plus insolite de ma vie. N’allez pas imaginer du gaulois..., du paillard..., du porno... Pas du tout. Il y avait dans la pièce un brave monsieur occupé à fourrer des fruits confits avec des... diamants! Quelques heures plus tard, je l’ai revu, le type. Mais je n’ai pas eu l’occasion de lui poser des questions, vu qu’il était en train de tomber du sixième étage dans une cage d’ascenseur...

### Le Fil à couper le beurre
- Publication : 4e trimestre 1955  (ISBN 2265080950)
- Situation dans la série : no 18
- Personnages principaux : San-Antonio, Bérurier, Pinaud
- Résumé : Alors qu'il profitait d'une balade à la fête foraine accompagné de sa mère Félicie et de son cousin Hector, San-Antonio se retrouve nez à nez avec un malfrat nommé Carmona. Une altercation éclate... Cette histoire mènera notre commissaire sur la piste d'un savant étranger et de son invention très convoitée

### Fais gaffe à tes os
- Publication : 1er trimestre 1956
- Situation dans la série : no 19
- Date et lieux principaux de l'action : Espagne
- Personnages principaux : San-Antonio
- Résumé : à la suite du visionnage d'un reportage sur un salon de l'aviation, San-Antonio et Bérurier sont chargés de retrouver un ancien nazi réfugié à Barcelone

### À tue… et à toi
- Publication : 2e trimestre 1956  (ISBN 2265066893)
- Situation dans la série : no 20
- Date et lieux principaux de l'action : Paris : Rue de Vaugirard, 112 Avenue Duquesne et Monaco.
- Résumé : Le docteur Dubois, ami de régiment de San-Antonio, fait venir le commissaire dans l'appartement d'un de ses patients : lui et sa femme ont été retrouvés morts. Un accident de voiture obligera le commissaire à poursuivre son enquête depuis une chambre privée située dans le cabinet de son ami médecin.

### Ça tourne au vinaigre
- Publication : 3e trimestre 1956  (ISBN 2265045659)
- Situation dans la série : no 21
- Date et lieux principaux de l'action : Région Parisienne. Salle de boxe de la PJ, Cimetière du Père Lachaise. Avenue Junot, Commissariat de police du 6e, 124, rue de la Faisanderie, Cinéma le Rex, 1, Boulevard Poissonnière, Boulevard Haussmann, Avenue de Friedland. 45, rue Violet. Rue de l'Université, Pont du Carrousel, Quais puis A4 vers Joinville-le-Pont, près de la Porte d'Italie, Saint-Maur-des-Fossés, Hôpital de Saint-Cloud.)
- Personnages principaux : San-Antonio, Bérurier, Pinaud, Mme Pinaud.
- Résumé : San-Antonio et Bérurier assistent à un gala de boxe : après le combat du neveu de Béru vient le combat principal entre une vieille gloire et un jeune espoir. Le combat semble arrangé en faveur du premier mais la victoire échoit finalement à son adversaire. Le lendemain, le coach du jeune boxeur est retrouvé défenestré...
- Remarque : Pinaud habite au 45, rue Violet à Grenelle.

### Les doigts dans le nez
- Publication : 4e trimestre 1956  (ISBN 2265064963)
- Situation dans la série : no 22
- Date et lieux principaux de l'action : Paris et Grenoble
- Personnages principaux :
- Résumé : le tailleur et ami de San Antonio l'invite chez lui et lui montre une voiture abandonnée sur un terrain où la construction d'une maison est abandonnée. Ce que SA découvre va l'amener à Grenoble et lui faire remonter le temps et déterrer un vieux secret de l'occupation

### Au suivant de ces messieurs
- Publication : 1er trimestre 1957  (ISBN 2265027219)
- Situation dans la série : no 23
- Résumé : Le commissaire est chargé par son boss de neutraliser Vlefta un espion albanais au service d'une organisation nommé Mohari. Spécialisée dans la vente d'armes elle a été infiltrée depuis quelques mois par Mathias appartenant comme San-Antonio aux services secrets. Vlefta, revenant des USA pour rejoindre le reste de la bande en Suisse, a déjà eu affaire à Mathias et le démasquerait sur place. SA part donc pour Berne pour l'éliminer dès son arrivée à l'aéroport...
- Remarque : le personnage nommé Mathias n'a rien à voir avec le futur personnage récurrent portant le même nom. Le personnage de Françoise partage de nombreux points communs avec le personnage de Grace dans J'ai bien l'honneur de vous buter

### Des gueules d'enterrement
- Publication : 1er trimestre 1957  (ISBN 2265080993)
- Situation dans la série : no 24
- Date et lieux principaux de l'action : PJ, brasserie en face, Mantes, Évreux, Lisieux, Caen, Riva-Bella (hôtel Mes Délices) Caen, Paris, Saint-Cloud chez San-Antonio, rue Blomet, Les Halles, Les Puces, rue de Lappe, Riva-Bella, Rue Balzac, rue Clapeyron (17), Morgue, quai de Javel (Hôtel des deux ponts et de la république réunis), PJ, Pereire, Rue de la Tour, Rue Cambronne, Rue Vaugirard, rue Blomet, Hôpital Bichat, PJ.
- Personnages principaux : San-Antonio, Bérurier, Achille (patron du commissaire), Pinaud, Mme Bérurier, le neveu boxeur de Bérurier, Favier.
- Résumé : Pour le cadeau de mariage de son neveu, Bérurier lui a acheté un appareil photo aux Puces, mais la pellicule restée dans l'appareil contient la photo d'un mort...
- Remarque : Bérurier habite rue Blomet, Paris. Retour du neveu de Bérurier

### Les anges se font plumer
- Publication : 2e trimestre 1957  (ISBN 2265045640)
- Situation dans la série : no 25
- Date et lieux principaux de l'action : 26-27-28-29 juillet 1961. Lieux : PJ. Saint-Cloud. Gare des Invalides. Cervia Hôtel K2. Route de Ravena. Milano marittime. Montreux Hôtel, Leman Palace. Sur la route de Lausanne. Port de Gènes.
- Personnages principaux : San-Antonio, Félicie (mère du commissaire), le Vieux. Pinaud.
- Résumé : Un message est intercepté par les services secrets : une transaction d'armes va avoir lieu à l'Hôtel K2 de Cervia entre Ravenne et Rimini. San-Antonio qui sera accompagné de sa mère Félicie se rend en Italie pour détruire ces armes

### La Tombola des voyous
- Publication : 3e trimestre 1957  (ISBN 2265081000)
- Situation dans la série : no 26
- Résumé : Le commissaire San Antonio, ses adjoints Bérurier et Pinaud enquêtent sur un meurtre après la découverte d'une tête coupée placée parmi des têtes de veaux sur l'étalage du marché des Halles

### J'ai peur des mouches
- Publication : 4e trimestre 1957  (ISBN 2265075760)
- Situation dans la série : no 27
- Date et lieux principaux de l'action : Gare de Lyon, PJ, Hôpital Beaujon, Villacoublay, environs de Bautzen (RDA), Leipzig, Méditerranée.
- Personnages principaux : San-Antonio, Bérurier, Félicie (la mère du commissaire), Achille (patron du commissaire), Jean Larieux, agent en RDA.
- Résumé : Jean Larieux, agent français opérant en RDA avec la collaboration de l'Intelligence Service, découvre un laboratoire secret dans la région de Breslau. Après avoir réussi à pénétrer dans le labo et même dérobé une ampoule du produit chimique qui y est fabriqué, l'espion revient en France. Malheureusement Larieux est devenu porteur sain d'une maladie mortelle et très contagieuse. La mission est simple : San-Antonio, accompagné de Larieux, doit parvenir en Allemagne de l'Est et détruire le laboratoire tout en restant à distance de son infortuné collègue...
- Remarque : l'explosif utilisé est le même que dans  Les anges se font plumer

### Le secret de Polichinelle
- Publication : 1er trimestre 1958  (ISBN 2265064335)
- Situation dans la série : no 28
- Date et lieux principaux de l'action : Automne. Lieux : Briare. PJ. À 20 minutes d'Évreux. Évreux.
- Personnages principaux : San-Antonio, Bérurier, Achille (patron du commissaire), Pinaud, Magnin.
- Résumé : Lors d'une partie de chasse, Pinaud dégomme un pigeon voyageur portant un message codé celui-ci contient une partie d'une formule secrète permettant la création d'un produit contrant les effets de la radioactivité. Il existe donc une fuite dans le laboratoire normand dirigé par le Professeur Thibaudin. Les soupçons se portent sur l'un des cinq scientifiques y travaillant.  Le commissaire San-Antonio, sous l'identité d'un apprenti du professeur va devoir démasquer le traître qui a fait de la formule un secret de polichinelle
- Remarque : Tous les chapitres ont "secret" ou "secrète" dans leur titre.

### Du poulet au menu
- Publication : 1er trimestre 1958  (ISBN 2265075809)
- Situation dans la série : no 29

### Tu vas trinquer San-Antonio
- Publication : 2e trimestre 1958  (ISBN 2265066834)
- Situation dans la série : no 30
- Date et lieux principaux de l'action : New-York.
- Personnages principaux : San-Antonio, Bérurier et Pinaud.
- Résumé : San-Antonio, Bérurier et Pinaud arrivent à New-York à bord du Liberté. Andy Oliver du FBI annonce à la fine équipe qu'ils travailleront en collaboration pour démanteler un réseau d'espionnage.
- Remarque : suite de Du poulet au menu.

### En long, en large et en travers
- Publication : 3e trimestre 1958  (ISBN 2265035955)
- Situation dans la série : no 31
- Date et lieux principaux de l'action :
- Personnages principaux :
- Résumé : Le roi de la sardine a disparu. San-Antonio répondant à la demande de la femme de l'industriel, envoie Bérurier et Pinaud enquêter... Mais portés disparus à leur tour, le commissaire rentre dans la danse.
- Remarques :

### La vérité en salade
- Publication : 4e trimestre 1958  (ISBN 2265082929)
- Situation dans la série : no 32
- Date et lieux principaux de l'action :
- Personnages principaux : San-Antonio, Félicie, Hector, Pinaud, Bérurier
- Résumé : La riche bourgeoise Madame Bisemont, affolée, aborde notre commissaire préféré à la terrasse d'un café. Elle lui déclare avoir découvert le corps égorgé de son jeune amant dans sa maison de campagne à Malmaison. Mais une fois sur place, point de cadavre...

### Prenez-en de la graine
- Publication : 1er trimestre 1959  (ISBN 2265058297)
- Situation dans la série : no 33
- Date et lieux principaux de l'action : un commissariat parisien non localisé, Amsterdam, Otterlo, le musée Kröller-Müller, quais de Seine vers Billancourt, Saint-Cloud (chez San-Antonio).
- Personnages principaux : San-Antonio, Bérurier, Van Knossen (dit "Tonton"), Mme Van der Plume (cousine de Van Knossen), Hildegarde (nièce de Mme Van der Plume), Hilary, Jess et Alvarez (truands).
- Résumé : Bérurier a décidé de ne plus fumer que la pipe, après en avoir gagné une à la fête foraine en bas de chez lui. Lors d'une visite de courtoisie dans un commissariat dirigé par un ami de régiment, il se trouve à court de tabac et "emprunte" une cigarette à un prévenu néerlandais pour en récupérer le contenu. San-Antonio est alors intrigué par un mystérieux message manuscrit à l'intérieur du papier à cigarette ; les autres cigarettes du prévenu présentent la même particularité. Cela va mener San-Antonio et Bérurier jusqu'aux Pays-Bas, où les fameuses feuilles de papier à cigarette leur serviront de sésame pour être hébergés dans une villa, dans l'attente d'une mystérieuse opération dont ils ignorent absolument tout...
- Remarque :
- Article connexe :
- Lien externe :

### On t'enverra du monde
- Publication : 2e trimestre 1959  (ISBN 2265083046)
- Situation dans la série : no 34
- Date et lieux principaux de l'action : Paris, Maisons-Laffitte
- Personnages principaux : San Antonio, Bérurier, Berthe (la grosse de Béru), Alfred (coiffeur et amant de la grosse)
- Résumé : La femme de Béru se fait enlever. puis réapparaît. Et encore enlevée. Béru et Alfred s'inquiètent. San Antonio reste dubitatif. Dans un premier temps il ne croira pas à ce manège. Puis l'affaire prend une tournure mondaine.
- Remarque :
- Article connexe :
- Lien externe :

### San-Antonio met le paquet
- Publication : 2e trimestre 1959  (ISBN 2265041351)
- Situation dans la série : no 35
- Date et lieux principaux de l'action : Magny-en-Vexin, Paris
- Personnages principaux : San-Antonio, Bérurier, Pinaud, Mathias, Robert Quillet, Ange Ravioli, Félicie, Madame Pinaud, Berthe
- Résumé : Pinaud a gagné une maison à Magny-en-Vexin grâce au concours publicitaire du journal Lutèce-Midi et invite ses amis à manger une blanquette le dimanche midi. En tentant de planter le sapin apporté par Bérurier en cadeau, ils découvrent que deux cadavres ont été enterrés dans le jardin de cette maison. L'enquête les conduit à suspecter les anciens propriétaires de la maison, ainsi que leur locataire, Ange Ravioli un ancien truand devenu propriétaire d'un cabaret.
- Remarque :' Dans les chapitres VI et VII, les policiers affectés au labo sont Lachaud et son assistant Müller (un rouquin dont la description fait penser au personnage de Mathias). Dans le chapitre VIII, Mathias fait partie des hommes de San-Antonio.
- Article connexe :
- Lien externe :

### Entre la vie et la morgue
- Publication : 3e trimestre 1959  (ISBN 2265062588)
- Situation dans la série : no 36
- Date et lieux principaux de l'action : Paris et région parisienne, en particulier Rambouillet.
- Personnages principaux : San-Antonio, Bérurier, Pinaud. Gretta Konrad alias "Gretta de Hambourg", cheffe d'une bande de terroristes anti-Américains, ses adjoints Serge Iachev et Jean Broctasseur dit "le Méhariste". Boule-de-Neige et Virginie Lavertu, prostituées.
- Résumé : De mystérieux attentats frappent les intérêts américains en France. San-Antonio, chargé de mener l'enquête, commence par suivre dans le train pour Rennes la ravissante Claire Pertuis, jolie brune à lunettes, qui ne fait malheureusement pas de vieux os...
- Remarque :
- Article connexe :
- Lien externe :

### Tout le plaisir est pour moi
- Publication : 4e trimestre 1959  (ISBN 226506436X)
- Situation dans la série : no 37
- Date et lieux principaux de l'action :
- Personnages principaux : San-Antonio, Bérurier.
- Résumé : Une nuit, c'est tout le temps qu'il reste à San-Antonio pour découvrir si le condamné qui doit passer à la guillotine au petit matin ne serait pas un peu innocent ! tout ça parce que la femme et belle-fille des victimes déclare au commissaire qu'elle était avec lui le jour du double meurtre.

### Du sirop pour les guêpes
- Publication : 1er trimestre 1960  (ISBN 2265078506)
- Situation dans la série : no 38
- Date et lieux principaux de l'action : Juan-les-Pins, Côte d’Azur
- Personnages principaux : San-Antonio, Bérurier, Nikos Bitakis, Amédée Gueulasse, Julia Delange, Alonso Gogueno
- Résumé : Le commissaire San-Antonio, est en vacances sur La Côte d’Azur alors que la fille de l’armateur grec Nikos Bitakis est retrouvée sur la plage, le cou tranché par une hélice de bateau. Celui-ci se suicide en apprenant le décès de son lardon. Décidément, le beau commissaire attire l’embrouille comme le sirop attire les guêpes !
- Remarque :
- Article connexe :
- Lien externe :

### Du brut pour les brutes
- Publication : 2e trimestre 1960
- Situation dans la série : no 39
- Date et lieux principaux de l'action :
- Personnages principaux : San-Antonio, Bérurier, Pinaud, le cousin Hector.
- Résumé : San-Antonio perd la filature d'un espion nommé Boris Alliachev à la sortie d'un restaurant à la suite de la violente dispute d'un couple. Après avoir sauvé la femme, le commissaire est victime d'un attentat à bord de la voiture de cette dernière. Mais un doute subsiste : qui était visé ? San-Antonio ou Mademoiselle de Souvelle ?
- Remarques : seconde apparition de Larronde, l'ami journaliste déjà vu dans On t'enverra du monde. On apprend également l'âge du cousin Hector : il fête ses 46 ans
- Article connexe :
- Lien externe :

### J'suis comme ça
- Publication : 3e trimestre 1960  (ISBN 2265081027)
- Situation dans la série : no 40
- Date et lieux principaux de l'action : Saint Cloud, Paris, route vers Dijon, Berne (Suisse)
- Personnages principaux : San-Antonio, Bérurier, Félicie (la mère du commissaire)
- Résumé : Y en a d’autres qui sont autrement, mais moi, que voulez-vous, j’suis comme ça ! Vous le savez, je suis habitué aux coups les plus durs et les plus vaches. Mais celui qui m’arrive sur le coin de la hure est le plus bas que j’aie jamais encaissé : ON A KIDNAPPÉ FÉLICIE ! Si vous n’avez jamais vu un San Antonio féroce, un San Antonio effrayant de colère, vous allez être servi ! Avec Béru, on s’est bien juré que le premier des ravisseurs de ma mère qui nous tombera sous la paluche aura droit à une concession au Père-Lachaise... Qu’on se le dise !
- Remarques : première évocation de la Pleurésie, pays fictif d'Europe centrale, première apparition d'Ernest le Saint Bernard qui sera adopté par les Bérurier
- Article connexe :
- Lien externe :

### San-Antonio renvoie la balle
- Publication : 4e trimestre 1960  (ISBN 2265042730)
- Situation dans la série : no 41
- Date et lieux principaux de l'action : Colombes, (région parisienne)
- Personnages principaux : San-Antonio, Bérurier
- Résumé : Ce dimanche, le commissaire San-Antonio et Bérurier assistent au match de football France-Exéma durant lequel l'arbitre, est-allemand, Otto Graff est abattu de deux balles dans le cœur. En moins de 12 heures, ils vont mener leur enquête et éclaircir ce mystérieux assassinat.
- Remarque : première apparition du voisin sourd des Bérurier qui ne recevra son nom (Durandal) qu'à partir de L'Histoire de France vue par San-Antonio. Nouveau pays fictif : l'Exéma (pas d'indication particulière dessus)
- Article connexe :
- Lien externe :

### Berceuse pour Bérurier
- Publication : 4e trimestre 1960  (ISBN 2265082937).
- Situation dans la série : no 42.
- Date et lieux principaux de l'action : Paris (l'Alcazar).
- Personnages principaux : San-Antonio, Bérurier, Pinaud, le Petit Marcel (Edwin Nibedezob).
- Résumé : Entraîné malgré lui au show de l'hypnotiseur Petit Marcel, le commissaire San-Antonio a la surprise d'y trouver Bérurier sur scène. Après le spectacle, il découvre ce dernier dans la loge de l'artiste en état de catalepsie et décide d'enquêter sur cet étrange personnage et son entourage.
- Remarque : San-Antonio nous donne le patronyme complet de Bérurier : Benoît, Bertrand, Gaston, Alexandre ainsi que le nom de jeune fille de sa femme : Berthe Zifolard
- Remarque 2 : San-Antonio est, chose rare, en couple depuis 6 mois ...  avec Wanda Fépaloff, une jeune Russe. Première évocation de la fille du chef qui reviendra par la suite
- Article connexe :
- Lien externe :

### Ne mangez pas la consigne
- Publication : 1er trimestre 1961  (ISBN 2265063231)
- Situation dans la série : no 43
- Date et lieux principaux de l'action : Paris, Saint-Cloud
- Personnages principaux : San-Antonio, Bérurier, Pinaud, Achille (patron du commissaire), cousine Adèle
- Résumé : Aïe, la cousine Adèle débarque pour des vacances à la maison, bardée de bagages. À la gare, impossible de caser toutes ses affaires dans la nouvelle petite MG de notre beau commissaire, il faut se résoudre à les mettre dans une consigne automatique. Surprise, la consigne est déjà occupée par la tête coupée d’un homme de couleur ! Et ce n’est que la première...
- Remarque : Sana commence à s’intéresser aux voitures de sport, il conduit une MG dans cet épisode. Jusqu’alors, il se traînait en Traction.
- Remarque 2 : première apparition de la cousine Adèle. On apprend l'âge approximatif d'Alfred le coiffeur (il approche des 40 ans) qui de plus se marie
- Article connexe :
- Lien externe :

### La Fin des haricots
- Publication : 2e trimestre 1961  (ISBN 2265075892).
- Situation dans la série : no 44.
- Date et lieux principaux de l'action :
- Personnages principaux : San-Antonio, Bérurier, Pinaud, Félicie, le Vieux, Hector, Mathias.
- Résumé : San-Antonio traque un tueur en série s'attaquant uniquement aux prostituées blondes. Pour les besoins de l'enquête, il s'associe à l'inspecteur Pâquerette qui, après avoir travaillé 12 ans à la Brigade des mœurs, connait parfaitement le milieu.
- Remarque : Bérurier roule en Citroën traction (la 15-six)
- Article connexe :
- Lien externe :

### Y'a bon, San-Antonio
- Publication : 3e trimestre 1961  (ISBN 2265064971).
- Situation dans la série : no 45.
- Date et lieux principaux de l'action : Paris, Le Bourget, Elisabethville (Congo).
- Personnages principaux : San-Antonio, Bérurier, Berthe, Pinaud, le Vieux, Madame Pinaud, Alfred.
- Résumé : L'inspecteur Pinaud part à la retraite. Pour fêter cela, on organise un pot de départ mémorable pour l'éminent collègue du commissaire San-Antonio... Et quoi de plus mémorable qu'une séance de magie orchestré par Bérurier en personne? C'est le point de départ baroque d'une enquête d'espionnage qui mènera nos trois valeureux héros au fin fond du Congo..
- Remarques : incohérence pour Madame Pinaud : dans Ça tourne au vinaigre , il est dit que son frère nommé Dufouinard est mort à la guerre en 1914 alors qu'ici il s'appelle Joachim Dubellet et vient seulement de décéder. Troisième apparition de Larronde l'ami journaliste de San-Antonio. À l'époque de sa parution, début des années 1960, Elisabethville (aujourd'hui Lubumbashi) est en plein trouble, elle se proclame même capitale de l'État du Katanga. La rébellion évoquée dans le livre semble y faire référence.
- Article connexe : « Y'a bon Banania ».
- Lien externe :

### De «A» jusqu'à «Z»
- Publication : 4e trimestre 1961  (ISBN 2265005681)
- Situation dans la série : no 46
- Date et lieux principaux de l'action : Paris, Saint Cloud, Banlieue de Londres
- Personnages principaux : San-Antonio, Bérurier, Félicie, cousin Hector, cousine Adèle
- Résumé : Après quatre tentatives d'assassinats où le commissaire en réchappe miraculeusement, San-Antonio, sur ordre de son chef, est déclaré mort. Il aura les coudées franches pour démasquer les commanditaires
- Remarques : deuxième et dernière apparition de la cousine Adèle. Pour la première fois, San-Antonio appelle son valeureux ami et collègue Bérurier juste par son prénom : Benoît
- Article connexe :
- Lien externe :

### San-Antonio chez les Mac
- Publication : 4e trimestre 1961  (ISBN 2265081043)
- Situation dans la série : no 47
- Date et lieux principaux de l'action : Paris, Nanterre , Glasgow , Mybackside-Ischicken, Stingines (Écosse), Nice
- Personnages principaux : San Antonio, Bérurier, Berthe, le Vieux
- Résumé : Dans une réception parisienne, tous les invités sont inconscients après avoir ingurgité un whisky pur malt empoisonné. L'enquête va mener le commissaire San Antonio et Bérurier dans les Lowlands d'Écosse.
- Remarque : conséquence du tome précédent, la chambre de San-Antonio a été refaite, de plus il pilote de nouveau sa MG pourtant détruite... référence plus ancienne, San-Antonio franchit un portail avec une perche et se souvient avoir fait de même dans  J'ai peur des mouches
- Remarque 2 : apparitions de Tatan Rose (la demi-sœur de Félicie) et Geneviève (la sœur de Berthe Bérurier). Le personnage nommé Mac Heusdress qui était membre de Scotland Yard à Londres dans le tome précédent est désormais shérif de Stingines. Bérurier a autrefois travaillé aux Mœurs
- Article connexe :
- Lien externe :

### Fleur de nave vinaigrette
- Publication : 1er trimestre 1962  (ISBN 2265069094)
- Situation dans la série : no 48
- Remarque : création de la Pinaudère Agency, l'agence de détectives privés de Pinaud et du cousin Hector (on apprend d'ailleurs le nom de famille de ce dernier (Hector Dère)... L'inspecteur Bérurier change légèrement de prénom : de Benoît il passe à Benoît-Alexandre. De plus on apprend qu'il est lyonnais et à la fin du livre, il est promu inspecteur principal
- Remarque 2 : Le commissaire nous fait remarquer que tout comme pour ses aventures précédente en Écosse et au Congo, San-A et son acolyte Bérurier débarquent dans un pays étranger sans bagage et sont obligés d'acheter des valises

### Ménage tes méninges
- Publication : 2e trimestre 1962  (ISBN 2265082953)
- Situation dans la série : no 49
- Date et lieux principaux de l'action : Île de Cuho, Capitale La Corona. Ville balnéaire de Santa Nanatépénar
- Personnages principaux : San-Antonio, Bérurier, Paulo Chon, Conchita Danlavaz.
- Résumé : Le commissaire San Antonio et Bérurier sont envoyés sur l’île de Cuho, dans la mer des Caraïbes, où règne le dictateur Infidel Castré, afin d’interroger un artiste de music-hall sachant lire sur les lèvres, que le Vieux y a envoyé afin de traduire des conversations secrètes relatives à des installations de missiles.
- Remarque : roman sorti en 1962, un an après l’affaire de la Baie des Cochons à Cuba, Cuho est un pastiche de Cuba mais Cuba existe déjà dans le monde de San-Antonio étant donné que le commissaire y a été envoyé dans le livre précédent
- Remarque 2 : à peine promu inspecteur principal, Bérurier prépare déjà son concours de commissaire
- Article connexe :
- Lien externe :

### Le Loup habillé en grand-mère
- Publication : 3e trimestre 1962  (ISBN 2265080977)
- Situation dans la série : no 50
- Date et lieux principaux de l'action : Région parisienne (Vaucresson, Paris), Allemagne de l'Est
- Personnages principaux : San-Antonio, Bérurier, Pinaud, Magnin (Mathias), Fouala, Hector Dère
- Résumé : Pinaud qui a quitté la police pour fonder une agence privée avec Hector vient présenter à San-Antonio son client Fouassa qui aurait reçu par la poste des paquets de billets de banque. San-Antonio ne va pas tarder à découvrir que cette affaire est reliée au suicide d'un espion dans l'hôtel que gérait Fouassa avant de prendre sa retraite. San-Antonio et ses acolytes seront détenus en Allemagne de l'Est avant de percer le mystère de la formule chimique que se disputaient deux bandes rivales d'espions.
- Remarque : Hector joue un rôle très inhabituel dans cet ouvrage, à l'opposé du personnage renfermé et médiocre habituellement dépeint. San-Antonio conduit une MG dans cette aventure.
- Remarque 2 : Retour d'Ernest le Saint Bernard, le chien était apparu 2 ans auparavant dans [[J'suis comme ça]]. Pourtant, Bérurier nous informe qu'il possède ce chien depuis 3 ans. On apprend également les prénoms de son père, Celeste Anatole Bérurier ainsi que le nom de jeune fille de son épouse : Berthe Poilfout
- Article connexe :
- Lien externe :

### San-Antonio chez les «gones»
- Remarque : San-Antonio troque son ancienne voiture pour une Jaguar
- Publication : 4e trimestre 1962  (ISBN 226503844X)
- Situation dans la série : no 51

### San-Antonio polka
- Publication : 1er trimestre 1963  (ISBN 2265082961)
- Situation dans la série : no 52
- Date et lieux principaux de l'action : Courchevel, La Loze , Paris, Orléans
- Personnages principaux : San-Antonio, Bérurier , Le vieux , Pinaud
- Résumé : alors qu'il est en vacances à Courchevel, San-Antonio est abordé par une vieille connaissance : le malfrat Riri Belloise. Celui-ci lui avoue qu'il a été chargé de tuer un industriel également de passage dans la station de ski. Le commissaire décide de coincer l'organisation criminelle qui a embauché Belloise et monte un stratagème.
- Remarque : Pinaud est réintégré dans le service depuis la fin du tome précédent
- Remarque 2 : évocation d'un nouveau pays fictif, la Babouchie. Pas d'indication dessus mis à part qu'elle se trouve au sud de la Méditerranée
- Article connexe :
- Lien externe :

### En peignant la girafe
- Publication : 1er trimestre 1963  (ISBN 2265071382)
- Situation dans la série : no 53
- Date et lieux principaux de l'action : Bourgoin (Isère) , Turin, Milan  (Italie)
- Personnages principaux : San-Antonio et Bérurier
- Résumé : Remarquant le passage d’un cirque dans chaque ville où ont lieu des vols de tableaux, Sana et Béru s’y engagent afin de mieux enquêter, chacun dans des rôles divers : Le beau commissaire pour peigner les girafes (et dépeigner les souris..) et Alexandre-Benoit dans un numéro sidérant de boulimique, adoptant même un tigre échappé. Sous le chapiteau, tout ce petit monde semble suspect car chacun cache des activités bien louches.
- Remarque : Bérurier acquiert un tigre qu'il nomme Clémenceau. Plus surprenant, il brise le 4eme mur (suggérant que si San-Antonio n'avait pas résolu rapidement l'affaire c'est parce que le livre n'était pas fini) En règle général, ce rôle est plutôt réservé au narrateur
- Article connexe :
- Lien externe :

### Le Coup du Père François
- Publication : 2e trimestre 1963  (ISBN 2265075833)
- Situation dans la série : no 54
- Date et lieux principaux de l'action : Paris
- Personnages principaux : San-Antonio, Bérurier, Pinaud, Berthe, Achille, Félicie, le professeur Morpion, Magnin (le roux du labo)
- Résumé : Le professeur Maupuy ,surnommé Morpion, soumet une curieuse affaire à son ancien élève San-Antonio : il est persuadé que pendant son absence dû à une hospitalisation, son appartement a été habité. Y'aurait-il un lien avec le consulat d'Alabanie situé juste en face? San-Antonio devra enquêter avec discrétion tant les relations avec ce pays européen sont tendus
- Remarques : nouveau pays fictif : L'Alabanie, deuxième apparition du voisin sourd des Bérurier (Monsieur Lesage) ainsi que du tigre Clémenceau, retour du Saint Bernard. Retour d'Alfred le coiffeur, on apprend également qu'il divorce (il était marié depuis Ne mangez pas la consigne) Première apparition de la fille du Patron : Claire Baillet
- Remarque 2 : l'âge de San-Antonio semble varier : supposément âgé de 36 ans, il nous explique maintenant qu'il a quitté le lycée de Saint-Germain-en-laye il y une quinzaine d'années
- Article connexe :
- Lien externe :

### Le Gala des emplumés
- Publication : 4e trimestre 1963  (ISBN 2265075558)
- Situation dans la série : no 55
- Date et lieux principaux de l'action : Moisson (Seine et Oise)
- Personnages principaux : Le Vieux
- Résumé : Lors d'une cérémonie célébrant les 30 ans de service du Vieux, celui ci confie une étrange mission à  San-Antonio : séduire une femme. D'abord surpris par l'absence d'explication fournie par son chef, le commissaire va devoir prendre sur lui pour conquérir cette femme d'un certain âge
- Remarque :
- Article connexe :
- Lien externe :

### Votez Bérurier
- Publication : 1er trimestre 1964  (ISBN 2265037761)
- Situation dans la série : no 56

### Bérurier au sérail
- Publication :3e trimestre 1964  (ISBN 2265075841)
- Situation dans la série : no 57

### La rate au court-bouillon
- Publication :1er trimestre 1965  (ISBN 2265075876)
- Situation dans la série : no 58

### Vas-y Béru!
- Publication : 3e trimestre 1965  (ISBN 2265058238)
- Situation dans la série : no 59

### Tango chinetoque
- Publication : 15 décembre 1965  (ISBN 226505822X)
- Situation dans la série : no 60

### Salut, mon pope!
- Publication : 2e trimestre 1966  (ISBN 2265066826)
- Situation dans la série : no 61

### Mange et tais-toi
- Publication : 4e trimestre 1966  (ISBN 2265075779)
- Situation dans la série : no 62
- Date et lieux principaux de l'action :
- Personnages principaux :
- Résumé :
- Remarque :
- Article connexe :
- Lien externe :

### Faut être logique
- Publication : 1er trimestre 1967  (ISBN 2265071390)
- Situation dans la série : no 63
- Date et lieux principaux de l'action :
- Personnages principaux :
- Résumé :
- Remarque :
- Article connexe :
- Lien externe :

### Y'a de l'action
- Publication : 2e trimestre 1967  (ISBN 2265040665)
- Situation dans la série : no 64

### Béru contre San-Antonio
- Publication : 3e trimestre 1967  (ISBN 2265058394)
- Situation dans la série : no 65

### L'Archipel des Malotrus
- Publication : 4e trimestre 1967  (ISBN 2265064343)
- Situation dans la série : no 66

### Zéro pour la question
- Publication : 1er trimestre 1968  (ISBN 2265063436)
- Situation dans la série : no 67
- Date et lieux principaux de l'action : Pôle Sud.
- Personnages principaux : San-Antonio, Bérurier, la chercheuse Dominique.
- Résumé : une base française en terre Adélie a mystérieusement disparu. San-Antonio et Bérurier sont envoyés sur place.
- Remarque :
- Article connexe :
- Lien externe :

### Bravo, docteur Béru
- Publication : 2e trimestre 1968  (ISBN 2265061913)
- Situation dans la série : no 68

### Viva Bertaga!
- Publication : 10 juillet 1968  (ISBN 226505836X)
- Situation dans la série : no 69
- Remarque : Première apparition de Marie-Marie, (nièce de Bérurier)

### Un éléphant ça trompe
- Publication : 31 octobre 1968  (ISBN 2265058335)
- Situation dans la série : no 70

### Faut-il vous l'envelopper?
- Publication : 30 décembre 1968  (ISBN 2265063258)
- Situation dans la série : no 71
- Date et lieux principaux de l'action : Paris/Québec
- Personnages principaux : San Antonio, Pinaud, Marie-Marie
- Résumé : San Antonio et la police montent un piège pour attraper un kidnappeur d'enfants. C'est San Antonio qui se retrouve embarqué, happé par de sombres inconnus. A son réveil, il est confiné dans une demeure et, il n'en doute plus, il n'est plus en France. Il subit un "lavage de cerveau" afin d'agir à la place d'un autre. Mais qui devient-il et quelle sera la mission demandée ?
- Remarque :
- Article connexe :
- Lien externe :

### En avant la moujik
- Publication : 10 octobre 1969  (ISBN 2265071455)
- Situation dans la série : no 72

### Ma langue au Chah
- Publication : 20 décembre 1969  (ISBN 226506324X)
- Situation dans la série : no 73
- Date et lieux principaux de l'action :
- Personnages principaux :
- Résumé :
- Remarque :
- Article connexe :
- Lien externe :

### Ça mange pas de pain
- Publication : 19 juillet 1970  (ISBN 2265069191)
- Situation dans la série : no 74
- Date et lieux principaux de l'action : Angleterre, Portugal.
- Personnages principaux : San-Antonio, Bérurier, Félicie.
- Résumé : Un homme demande à San-Antonio qui est en vacances de retrouver un mystérieux papier...

### N'en jetez plus!
- Publication : 20 janvier 1971  (ISBN 2265071463).
- Situation dans la série : no 75.
- Intrigue : Le Vieux confie à San-Antonio et à Bérurier la mission d'empêcher l'exécution d'un criminel nazi par les services secrets israéliens.

### Moi, vous me connaissez?
- Publication : 14 mai 1971  (ISBN 226508297X).
- Situation dans la série : no 76.
- Remarque : première apparition de Toinet (fils adoptif de San-Antonio).

### Emballage cadeau
- Publication : 20 décembre 1971  (ISBN 2265062596).
- Situation dans la série : no 77.
- Intrigue : San-Antonio, Bérurier et Pinaud sont envoyés par le Vieux en Floride afin de procéder à l’enlèvement de la fille d'un milliardaire américain, soupçonné d'avoir fait assassiner des ingénieurs français.

### Appelez-moi chérie
- Publication : 10 avril 1972  (ISBN 2265081051)
- Situation dans la série : no 78

### T'es beau, tu sais!
- Publication : 20 juillet 1972  (ISBN 2265042706)
- Situation dans la série : no 79

### Ça ne s'invente pas
- Publication : 25 novembre 1972  (ISBN 2265075469)
- Situation dans la série : no 80

### J'ai essayé: on peut!
- Publication : 3 mars 1973  (ISBN 2265069086)
- Situation dans la série : no 81

### Un os dans la noce
- Publication : 10 janvier 1974  (ISBN 2265075868)
- Situation dans la série : no 82
- Date et lieux principaux de l'action :
- Personnages principaux :
- Résumé : À la suite du volume précédent, San-Antonio se marie. Mais devant le maire, un oui devient un non, mais oui et ... Boum.

### Les Prédictions de Nostrabérus
- Publication : 2 avril 1974  (ISBN 2265075485)
- Situation dans la série : no 83

### Mets ton doigt où j'ai mon doigt
- Publication : 10 juillet 1974  (ISBN 2265082988)
- Situation dans la série : no 84
- Date et lieux principaux de l'action : Région parisienne
- Personnages principaux : San-Antonio, Bérurier, Pinaud, Achille (patron du commissaire), Monsieur X
- Résumé : San-Antonio et ses acolytes sont mêlés à un scandale politique impliquant Monsieur X dont la femme a été photographiée de manière compromettante avant d'être retrouvée noyée dans l'Yonne. Au cours de leur enquête, ils devront faire face aux agissements du R.É.T.I.C.U.L.E., un groupe policier occulte.

### Si, signore!
- Publication : 25 septembre 1974  (ISBN 2265058319)
- Situation dans la série : no 85
- Date et lieux principaux de l'action : Sicile (Catane, Etna...)
- Personnages principaux : San Antonio, Bérurier, Lila et Donato Convolvolo, Barone Vittorio-Emmanuele di Populi, Don Cesarini.
- Résumé : San Antonio est envoyé en Sicile pour retrouver des documents dans une valise volée à l’aéroport de Catane. Mafia, agents doubles, agents triples. Triplette également réussie, notre beau commissaire réussissant à se faire la femme, la fille et la petite fille du chef mafieux local ! Béru transformé en cochon, épris de la truie Mathilde. Mais tout cela cache des projets bien plus sinistres…

### Maman, les petits bateaux
- Publication : 24 décembre 1974  (ISBN 2265080985)
- Situation dans la série : no 86
- Date et lieux principaux de l'action : Palerme, Mer Méditerranée, Kelbotalkon.
- Personnages principaux : Sana, Béru, Yuchi et Ernst Chlag, Inspecteur Pastaga, le mage Dieumerci, Professeur Gahna.
- Résumé : action sur un bateau de croisière, qu’un groupe terroriste menace de faire exploser, cela n’empêche pas nos protagonistes de se taper une fille à chaque chapitre...
- Remarque : Une partie de jambes en l’air à chaque chapitre. Certaines plus crues que d’habitude, voire SM. On ne connaissait pas Sana aussi scabreux !

### La Vie Privée de Walter Klozett
- Publication : 27 mars 1975  (ISBN 2265075574).
- Situation dans la série : no 87.
- Intrigue : San-Antonio est chargé de la filature du mystérieux Walter Klozett. À la suite d'un accident de la route, peut-être criminel, San-Antonio est grièvement blessé. Il se retrouve hospitalisé dans un mystérieux hôpital en Afrique où tout le monde l'appelle Walter Klozett. Même Bérurier et Félicie, lorsqu’ils viennent le voir, ne le reconnaissent pas comme étant le commissaire San-Antonio. Qui est le narrateur ? Est-ce San-Antonio victime d'amnésie ou de folie, ou alors Walter Klozett qui se prend pour le commissaire parisien ?

### Dis bonjour à la dame
- Publication : 18 juin 1975  (ISBN 2265069116)
- Situation dans la série : no 88
- Date et lieux principaux de l'action : Paris

### Certaines l'aiment chauve
- Publication : 10 septembre 1975  (ISBN 2265071404)
- Situation dans la série : no 89

### Concerto pour porte-jarretelles
- Publication : 9 janvier 1976  (ISBN 2265069159)
- Situation dans la série : no 90
- Remarque : dans cet ouvrage, nous avons l’explication sur l’origine du sexe sur-dimensionné de Béru, qui n’échappe pas à un procédé médical augmentant la taille des membres. Si pour d’autres, ce fut la tête, pour lui, ce sera son appareil génital, « un ringard de quarante centimètres, possédant le diamètre d’un magnum de champ’ ». Cette taille évoluera entre 30 et 41.5 cm dans les prochains bouquins.

### Sucette boulevard
- Publication : 9 juillet 1976  (ISBN 2265073016)
- Situation dans la série : no 91
- Date et lieux principaux de l'action : Marseille, Nice, Juan-les-Pins
- Personnages principaux : San-Antonio, Bérurier, Marie-Marie, Pinaud, Dune
- Résumé : San-Antonio est appelé par Achille (patron du commissaire) à la Paris Detective Agency et envoyé en urgence au restaurant du Pompon Rouge à Marseille, où il se retrouve braqué par quatre voyous récemment évadés de prison. Grâce à Pinaud qui était parti aux WC avant le début du braquage, les quatre voyous sont abattus. Pinaud disparait lors d’une filature et Bérurier arrive pour aider San-Antonio à résoudre cette affaire à la condition de jouer le rôle du commissaire pour la journée. Ils découvrent le local secret où a été séquestré Pinaud, puis le cadavre de Jehane Seymour dans son appartement de Nice et le père Moïse vendeur de sucettes qui va également mourir brutalement. Finalement, l’enquête mène à la secte des New Sun Brothers où Bérurier a décidé d’envoyer Marie-Marie pour investiguer…

### Remets ton slip, gondolier
- Publication : 20 octobre 1976  (ISBN 2265055328)
- Situation dans la série : no 92
- Date et lieux principaux de l'action : Venise
- Personnages principaux : San Antonio, Bérurier, Spontinini.
- Résumé : Le commissaire San Antonio remplace au pied levé un inspecteur du FBI pour une enquête vénitienne mêlant armes révolutionnaires et pègre internationale.

### Chérie, passe-moi tes microbes!
- Publication : 20 avril 1977  (ISBN 2265071439)
- Situation dans la série : no 93

### Une banane dans l'oreille
- Publication : 20 juin 1977  (ISBN 2265082945)
- Situation dans la série : no 94

### Hue, dada!
- Publication : 20 octobre 1977  (ISBN 2265071447)
- Situation dans la série : no 95
- Date et lieux principaux de l'action : Irlande (Dublin, Glenbeigh, Oughterard)
- Personnages principaux : San-Antonio, Bérurier, Cathy O'Bannon, Ted Thomson, sir Hugh Beston (châtelain), Wallace Coy dit "W.C." (ancien policier mancunien et maître-chanteur).
- Résumé : San-Antonio est contacté par Ted Thomson, détective américain chargé par la mafia de retrouver Vernon O'Bannon, ancien trafiquant de drogue, dont on pense qu'il s'est réfugié en Irlande, sa terre natale. La recherche s'est avérée infructueuse, y compris par sa fille Cathy qui le recherche en parallèle. Après avoir rencontré celle-ci à Dublin, une série de meurtres oblige San-Antonio et Bérurier à quitter précipitamment la ville pour l'ouest de l'Irlande; ils se réfugient chez le châtelain dont ils ont volé la voiture pour fuir Dublin. De Glenbeigh à Oughterard, la traque se précise mais reste sans résultat, si ce n'est une nouvelle pluie de cadavres et quelques tentatives de meurtre sur les deux policiers français. Alors qu'il pense qu'il va atteindre son but, San-Antonio se retrouve prisonnier d'une mystérieuse organisation qui utilise des crocodiles pour se débarrasser des gêneurs...

### Vol au-dessus d'un lit de cocu
- Publication : 20 janvier 1978  (ISBN 2265058378)
- Situation dans la série : no 96
- Date et lieux principaux de l'action : Paris et Monaco
- Personnages principaux : San-Antonio, Niska

### Si ma tante en avait
- Situation dans la série : no 97.
- Publication : 20 avril 1978  (ISBN 2265075515).

### Fais-moi des choses
- Situation dans la série : no 98.
- Publication : 10 juillet 1978  (ISBN 2265066915).
- Intrigue : Béru (avec Berthe comme assistante) est recruté par le docteur Morton comme démonstrateur/professeur de coït, et San-Antonio est chargé par Achille d'expliquer l'absence de criminels à Noblood-City, ville où les habitants n'ont aucune activité sexuelle.

### Viens avec ton cierge
- Publication : 20 octobre 1978  (ISBN 2265058351)
- Situation dans la série : no 99
- Date et lieux principaux de l'action : le San Bravo dont la capitale est Bravissimo
- Personnages principaux : San-Antonio et Berthe Bérurier
- Résumé : San-Antonio est envoyé au San Bravo pour en renverser le dictateur. Comme arme secrète il dispose de prostituées blondes et triplées, qui se ressemblent parfaitement.

### Mon culte sur la commode
- Publication : 20 janvier 1979  (ISBN 2265055115)
- Situation dans la série : no 100
- Date et lieux principaux de l'action : 1979. Paris, Océan Atlantique, Helsinki, Leningrad
- Personnages principaux : San-Antonio, Bérurier, Achille (patron du commissaire)

### Tire-m'en deux, c'est pour offrir
- Publication : 20 avril 1979  (ISBN 2265022160)
- Situation dans la série : no 101

### À prendre ou à lécher
- Publication : 20 janvier 1980  (ISBN 2265064327)
- Situation dans la série : no 102

### Baise-ball à la Baule
- Publication : 20 avril 1980  (ISBN 2265064319).
- Situation dans la série : no 103.
- Date et lieux principaux de l'action : les États-Unis, puis La Baule (Pays de la Loire).
- Personnages principaux : San Antonio, Bérurier, Achille, Dominique Bernier, le Prince Charles.
- Résumé : de passage aux États-Unis, San-Antonio apprend qu'un complot de l'IRA se prépare à La Baule contre le prince Charles d'Angleterre. Il se rend alors sur les lieux, accompagné de son supérieur Achille et de la jeune commissaire Dominique Bernier, frais émoulue de l'École nationale supérieure de la Police.
- Remarque : le titre de chaque chapitre est un jeu de mots sur chapitre (combiné avec un adjectif évoquant la bêtise), à l'exception du prologue qui devient Podologue et de l'épilogue transformé en Épiglotte.

### Meurs pas, on a du monde
- Publication : 25 juin 1980  (ISBN 2265083003)
- Situation dans la série : no 104

### Tarte à la crème story
- Publication : 20 octobre 1980  (ISBN 226507148X)
- Situation dans la série : no 105

### On liquide et on s'en va
- Publication : 20 janvier 1981  (ISBN 2265064297)
- Situation dans la série : no 106

### Champagne pour tout le monde!
- Publication : 20 avril 1981  (ISBN 2265071498)
- Situation dans la série : no 107

### La Pute enchantée
- Publication : 20 décembre 1981 chez Fleuve noir  (ISBN 2265073024)
- Situation dans la série : no 108
- Date et lieux principaux de l'action : Paris.
- Personnages principaux : San Antonio, Bérurier, Pinaud, Fortuna Gargazotti, Riton d'Ardéchois (son mari et souteneur), Félicien Vignalet (son client), Blanche-Neige (une jeune banlieusarde), le commissaire Maillard, Madame Pistdesky (une émigrée russe), le terroriste Carlos (fugace apparition).
- Résumé : San Antonio apprend qu'une prostituée en plein travail, Fortuna Gargazotti, a eu la vision d'un attentat meurtrier à Nice au moment même ou celui-ci se perpétrait. Peu après, la respectable gagneuse est kidnappée.
- Remarque : le titre du roman parodie celui de l'opéra de Mozart La Flûte enchantée. En outre, les titres de chaque chapitre, lus les uns après les autres, constituent les éléments de deux phrases.

### Bouge ton pied que je voie la mer
- Publication : 20 avril 1982  (ISBN 226507540X)
- Situation dans la série : no 109

### L'année de la moule
- Publication : 18 juin 1982  (ISBN 2265073032)
- Situation dans la série : no 110
- Date et lieux principaux de l'action : Paris, Antibes, Nice.
- Personnages principaux : San-Antonio, Bérurier, Pinaud, Berthe Bérurier, le juge Hélène Favret, le greffier Roupille, Michel Lainfame, M. et Mme Jérôme Lainfame (parents du précédent), Maryse Lainfame, le commissaire Quibezzoli, Jean et Ginette Foutré, Clément Moulayan, Freddo, Ira Palhuin.
- Résumé : San-Antonio reçoit un coup de fil singulier : un certain Michel Lainfame prétend le connaître et affirme avoir tué par balles sa femme Maryse. Celle-ci est passée par le pieu du commissaire à l'occasion de vacances à La Baule, et une correspondance imprudente a révélé l'affaire à Lainfame, qui a sans mal retrouvé San-Antonio. Intrigué, ce dernier suit Lainfame dans sa garçonnière pour constater le décès de la dame. Or, s'il s'y trouve bien une personne vide de vie, ce n'est pas l'épouse mais la maîtresse de Lainfame, poignardée en plein cœur. Celui-ci, ne s'y attendant absolument pas, est abasourdi. San-Antonio, ne constatant ni trace ni odeur de poudre, en déduit que l'infame crime de Lainfame, s'il est réel, n'a pas eu lieu sur place. L'affaire est prise en charge par le juge Hélène Favret, dont s'éprend instantanément San-Antonio. Hélas pour lui, elle est totalement hermétique à ses avances... Parallèlement, Bérurier est tombé malade après avoir mangé des moules (les mollusques) avec Pinaud. San-A se rend au chevet de Béru et y retrouve Pinaud, tout aussi triste qu'agoni d'injures par Berthe Bérurier. Sa Majesté a tout de même l'énergie de transmettre à son chef non branlant le message que Maryse Lainfame lui a laissé, affolée, tentant désespérément de joindre un San-Antonio absent : "Lapointe, Cap d'Antibes." San-Antonio embarque Pinaud dans sa Maserati, direction Antibes.
- Remarque : chaque titre de chapitre est plus ou moins synonyme du mot « introduction » ; quant au mot « FIN », il est remplacé par « Chapitre premier ».

### Du bois dont on fait les pipes
- Publication : 20 septembre 1982  (ISBN 226507151X)
- Situation dans la série : no 111
- Date et lieux principaux de l'action : Paris
- Personnages principaux : San-Antonio, Toinet, Bérurier, Pinaud, Marie-Marie, Félicie, Mathias, Achille (patron du commissaire), Bruno Formide
- Résumé : Émue par un reportage sur la disparition de Julien Maurer attribuée à Bruno Formide, un fou dangereux qui a tué plusieurs autres enfants, Félicie demande à San-Antonio s'il peut enquêter. San-Antonio se fait interner dans l'asile de Bruno Formide et s'en évade avec celui-ci après quelques jours. Réfugié à Saint-Cloud, il pense avoir endormi l'assassin avec un somnifère, mais se rend compte que Bruno Formide s'est échappé avec Toinet. Dès lors, c'est la course contre la montre pour retrouver Toinet avant qu'il ne lui arrive malheur, tout en éclaircissant le mystère de la disparition du petit Maurer et en luttant contre une infection abdominale...
- Remarque : les chapitres n'ont ni titres ni numéros.

### Va donc m'attendre chez Plumeau
- Publication : 20 janvier 1983  (ISBN 2265073040)
- Situation dans la série : no 112

### Morpions circus
- Publication : 8 avril 1983  (ISBN 2265054542)
- Situation dans la série : no 113

### Remouille-moi la compresse
- Publication : 18 juillet 1983  (ISBN 2265073059)
- Situation dans la série : no 114

### Si maman me voyait!
- Publication :20 octobre 1983  (ISBN 2265073067)
- Situation dans la série : no 115
- Date et lieux principaux de l'action : Moscou, Région parisienne (Saint-Cloud, Conflans-Sainte-Honorine)
- Personnages principaux : San-Antonio, Bérurier, Pinaud, Mathias, Anton Gériatrov, Katerina Ivanonva Sémonfiev, Alex Libris
- Résumé : San-Anonio est à Moscou pour négocier la libération d'espions russes mais les négociations échouent. Quand il rentre à Paris il est mystérieusement marié à Katerina et apprend que Félicie et Toinet sont partis le rejoindre à Moscou. Avec pour seul indice le nom de Yuri Fépaloff, un médecin de Conflans-Sainte-Honorine, il part enquêter avec Pinaud et rencontre Alex Libris, professeur de psychologie négative puis Rina, la belle épouse du médecin. Il est ensuite aux prises avec une bande de Japonais qui s'intéresse à une collection de cassettes vidéo, ainsi qu'avec des espions russes qui viennent nettoyer sa chambre après la décapitation de Katerina. Grâce à l'aide de Mathias et de Bérurier qui vient d'être destitué de son poste de directeur de la police, il va retrouver Félicie et Toinet dans l'entrepôt d'un marchand d'appareils électroniques et percer le secret des vidéos qui peuvent conditionner le spectateur.

### Des gonzesses comme s'il en pleuvait
- Publication : 20 décembre 1983  (ISBN 2265062375)
- Situation dans la série : no 116
- Date et lieux principaux de l'action : Paris, Le Caire, Istamboul, Kuşadası, Éphèse, Jérusalem, retour au Caire, puis à Paris via Athènes.
- Personnages principaux : San-Antonio, Bérurier, Berthe Bérurier, El Babah Alakrem, Fouad, Maud Lancier, Vera Hernandez, Selma, Mohamed Kriss, Alluil Darachid (juge égyptien), miss Rézéda (sa secrétaire), le docteur Kiflouz (médecin légiste), Dorothy Trabadjalamouk, le Tout-Puissant et ses deux filles siamoises Cryzalid et Shatoun.
- Résumé : Ayant répondu à une mystérieuse petite annonce requérant les services d'un homme séduisant et cultivé, Bérurier demande l'assistance de San-Antonio pour son entretien d'embauche. Intrigué par le but inavoué de cet emploi quelque peu louche, le commissaire accepte d'entrer au service du non moins mystérieux El Babah Alakrem, qui l'envoie au Caire attendre des instructions. Dans la capitale égyptienne, un guide touristique, Fouad, lui indique qu'il devra séduire une jeune professeure d'histoire-géographie, Maud Lancier, visitant le site des pyramides. La chose faite, une grosse enveloppe le rémunère, et lui enjoint de prendre l'avion pour Istanbul…
- Remarque : de nombreux Interludes viennent progressivement se glisser entre les chapitres.

### Les deux oreilles et la queue
- Publication : 15 février 1984  (ISBN 2265073075).
- Situation dans la série : no 117.
- Date et lieux principaux de l'action : La Varenne Saint-Hilaire, Paris.
- Personnages principaux : San-Antonio, Bérurier, Pinaud, Kalel, Jean Lurette, François Mitterrand (brèves apparitions), Albert (le nouveau directeur), Mathias, Lefangeux, Achille (l'ancien directeur), Francine Chocote, Boris, Stevena, Flavien Prince, Marie-Anne Dubois, Bout-de-Zan, l'Ongulé, Robert-le-Pieux, le professeur Badablum, Achille Parmentier (antiquaire-receleur).
- Résumé : un faux incendie est organisé dans un hôtel de La Varenne Saint-Hilaire, en banlieue parisienne, pour permettre à San-Antonio de récupérer une mystérieuse valise en fer dans la chambre d'un certain Kalel. La valise recèle quatre bocaux contenant un non moins mystérieux liquide (on apprend bientôt qu'il s'agit d'un virus mortel), et doit être rapidement remise aux services secrets américains. Elle est entre-temps déposée dans un coffre de banque dont le contenu est malencontreusement subtilisé lors d'un cambriolage classique. San-Antonio est chargé de l'enquête par son nouveau patron, et décide de former, avec ses collègues Jean Lurette, Bérurier, Pinaud, Mathias et Lefangeux une cellule indépendante qui serait plus libre d'action, car n'ayant à rendre de comptes qu'au président de la République qui lui donne tous les pouvoirs.
- Remarque : le virus mortel du début du roman se transforme en gaz mortel aux derniers chapitres.

### Pleins feux sur le tutu
- Publication : 20 avril 1984  (ISBN 2265048879)
- Situation dans la série : no 118

### Laissez pousser les asperges
- Publication : octobre 1984  (ISBN 2265073105)
- Situation dans la série : no 119
- Date et lieux principaux de l'action : Paris, Lyon et Dublin
- Personnages principaux : San-Antonio, Bérurier, Pinaud, Marie-Marie, Félicie
- Résumé : San-Antonio est démis de ses fonctions de commissaire mais travaille secrètement pour le Président afin de récupérer des documents concernant De Gaulle.
- Remarque : Dans cet épisode il empêche Marie-Marie de se marier et lui laisse entendre qu'il va l'épouser. Mais il n'en devient pas fidèle pour autant.

### Poison d'avril ou la Vie sexuelle de Lili Pute
- Publication : 20 février 1985  (ISBN 2265073113)
- Situation dans la série : no 120

### Bacchanale chez la mère Tatzi
- Publication : 19 avril 1985  (ISBN 2265061891)
- Situation dans la série : no 121

### Dégustez, gourmandes
- Publication : 21 juin 1985  (ISBN 2265062383)
- Situation dans la série : no 122
- Date et lieux principaux de l'action : San Antonio (Texas), Roumanie
- Personnages principaux : San-Antonio, Bérurier (ministre), le Président de la République, le Big Between
- Résumé : A la demande du Président, San-Antonio accepte de se porter candidat à la succession du Big Between, héros de l'ombre travaillant de manière indépendante pour les services secrets des puissances occidentales. Il s'engage alors dans une série de tests visant à prouver qu'il dispose des qualités nécessaires, qui l'emmènent au Texas (il se retrouve ainsi dans la ville de San Antonio!) puis dans un centre d'entraînement secret sur une île du golfe du Mexique. Ayant réussi tous les tests, il se voit chargé d'une première mission : le rapt de la femme d'un général soviétique dans une station balnéaire de la Mer Noire en Roumanie.

### Plein les moustaches
- Publication : 18 octobre 1985  (ISBN 2265063355)
- Situation dans la série : no 123

### Après vous s'il en reste, monsieur le Président
- Publication : décembre 1985  (ISBN 2265059854).
- Situation dans la série : no 124.
- Intrigue : Iria Jélaraipur utilise ses pouvoirs psychiques pour discréditer les dirigeants occidentaux.

### Chauds, les lapins!
- Publication : février 1986  (ISBN 2265062332)
- Situation dans la série : no 125
- Date et lieux principaux de l'action : Amsterdam, Paris
- Personnages principaux : San-Antonio, le couple Bérurier, Achille, Mathias, Pinaud, Carmen, Hieronymus Krül, Hans Bergens
- Résumé : Le ministre de l'intérieur Bérurier se rend à la conférence d'Interpol à Amsterdam accompagné de Berthe qui souhaite ardemment visiter le quartier des prostituées. Elle y est attirée dans un traquenard et photographiée en pleine orgie. De retour à Paris sans Berthe qui a disparu, Bérurier reçoit les photos accompagnées d'une lettre de menaces et décide de démissionner de son poste pour se soustraire au chantage. Il repart à Amsterdam avec San-Antonio et tous deux découvrent que Hans Bergen, un puissant armateur, est mêlé à l'enlèvement. Berthe réapparaît à Paris après sa séquestration sur un cargo dont elle a épongé tout l'équipage, enregistrement vidéo à l'appui. Craignant une humiliation publique et afin de pouvoir plaider un coup monté, San-Antonio décide de substituer Carmen, une prostituée, à Berthe. Il repart à Amsterdam avec Mathias pour continuer l'enquête qui mène à Hieronymus Krül, directeur de la police d'Amsterdam. Bérurier a été pris au piège et est pourchassé et blessé après le meurtre de Hans Bergen. Lui et San-Antonio échappent de justesse à la bande et reviennent à Paris avec des prisonniers, mais ne peuvent compter sur l'aide du Vieux qui n'a toujours pas digéré sa révocation récente. Finalement, l'affaire trouve son dénouement après l'attentat manqué de la tour Eiffel où Berthe devait involontairement causer l'assassinat du président de la République.

### Alice au pays des merguez
- Situation dans la série : no 126.
- Publication : avril 1986  (ISBN 2265073091).
- Intrigue : San-Antonio est requis par le père d'une jeune femme prénommée Alice, enlevée par un milliardaire arabe. Accompagné de Bérurier (récemment devenu papa d'un bébé prénommé Apollon-Jules), San-Antonio et son acolyte enquêtent et finissent par se rendre au Maroc où serait détenue Alice.

### Fais pas dans le porno…
- Publication : août 1986  (ISBN 226500197X)
- Situation dans la série : no 127
- Date et lieux principaux de l'action : région parisienne, Angleterre (Southampton, Salisbury, Londres)
- Personnages principaux : San-Antonio, Bérurier, Mathias, Pinaud, Toinet, Stanislas Gude, Blérot, Dr. Skinézy, Dr. Barnes
- Résumé : Alerté par Toinet qui a été abordé par un pédophile présumé, San-Antonio procède à l'arrestation de René-Louis Blérot, mais celui-ci s'éjecte de la voiture et meurt sur le chemin de la grande volière (Quai des orfèvres). Intrigué et pris de remords, San-Antonio va fouiller le domicile de Blérot en compagnie de Bérurier. Tous deux réalisent rapidement que des enfants ont été torturés dans cet appartement et découvrent un cadavre mutilé dans un réfrigérateur. En interrogeant la concierge et sa petite fille, ils déterminent l'identité d'une des victimes et découvrent l'existence d'une complice possédant un bouledogue et habitant dans le 18e arrondissement. Grâce à un portrait robot et beaucoup de chance, San-Antonio détermine le nom et le domicile de cette complice, Catherine Mahékian, qui échappe aux embuscades tendues par ses coéquipiers. La perspicacité de Bérurier les conduit chez la sœur de la fuyarde et son mari, qui tiennent un chenil canin en banlieue parisienne. Ceux-ci parviennent à prévenir Catherine Mahékian du guet-apens mais sont ensuite faits prisonniers. Lors de l'inspection du chenil, San-Antonio suspecte que des restes humains ont été broyés pour nourrir les chiens. Grâce aux carnets d'adresse des suspects, San-Antonio et Bérurier se dirigent à présent chez le Dr. Skinézy, directeur d'une clinique de gérontologie. Ils capturent son assistante, mais le médecin leur échappe. Après une course poursuite en voiture, San-Antonio retrouve sa trace dans un aéroclub d'où il a décollé pour l'Angleterre. Arrivé à Southampton avant lui grâce à Stanislas Gude qui pilote un avion plus rapide, ils sont capables de le suivre jusque chez le Dr. Barnes qui possède un laboratoire à Salisbury. Après avoir enlevé la fille de celui-ci, Mary, San-Antonio le confronte mais est capturé. Il parvient à se libérer en tuant accidentellement Dr. Barnes et découvre la vérité : les deux médecins expérimentaient des greffes de cerveaux d'enfants à des vieillards. Ayant interrogé Mary, San-Antonio retrouve la piste de Skinézy dans une pension de famille londonienne. Après avoir été blessé au thorax avec un scalpel et à bout de forces, San-Antonio met fin à une dernière poursuite en enfonçant le scalpel dans l'œil du criminel. Il est rapatrié en France pour être soigné et retrouve ses compagnons, ainsi que Toinet qui a échappé de peu à ces criminels.

### La Fête des paires
- Publication : octobre 1986  (ISBN 2265075795)
- Situation dans la série : no 128
- Date et lieux principaux de l'action :
- Personnages principaux : San-Antonio, Jérémie Blanc
- Remarque : 1re apparition de Jérémie Blanc

### Le Casse de l'oncle Tom
- Publication : décembre 1986  (ISBN 2265078379)
- Situation dans la série : no 129

### Bons baisers où tu sais
- Publication : février 1987  (ISBN 2265078514)
- Situation dans la série : no 130

### Le Trouillomètre à zéro
- Publication : mai 1987  (ISBN 2265080934)
- Situation dans la série : no 131

### Circulez! Y'a rien à voir
- Publication : août 1987  (ISBN 2265036889)
- Situation dans la série : no 132

### Galantine de volaille pour dames frivoles
- Publication : novembre 1987  (ISBN 2265064351)
- Situation dans la série : no 133

### Les morues se dessalent
- Publication : février 1988  (ISBN 226508302X)
- Situation dans la série : no 134
- Date et lieux principaux de l'action : Danemark, Groenland
- Personnages principaux : San-Antonio, Bérurier, Marika,
- Résumé : San Antonio quitte la Rousse après une violente altercation avec Achille et Mathias (qui ne se sent plus depuis sa nouvelle promotion). Néanmoins, fort d'un renseignement fourni par un certain Hugues Capet de Flatulence, il se met à la recherche d'un danois qu'on menace d'assassiner.
- Remarque : 1re apparition de Marika

### Ça baigne dans le béton
- Publication : avril 1988  (ISBN 2265061921)
- Situation dans la série : no 135

### Baisse la pression, tu me les gonfles!
- Publication : juin 1988  (ISBN 2265061905)
- Situation dans la série : no 136
- Date et lieux principaux de l'action : Vienne, Atlanta
- Personnages principaux : San-Antonio, Toinet, Bérurier, Jérémie Blanc, M. Félix, Heidi (la nymphomane)
- Résumé : Appelé au secours de M. Félix à Vienne, San-Antonio renonce à son voyage à Albano où il prévoyait rejoindre Félicie avec Toinet. Arrivé à Vienne, il est confronté à une bande d'espions Bulgare qui réussissent à enlever M. Félix et Toinet, ainsi qu'à Heidi et Conrad, un couple de malfrats locaux. Il va faire appel à Bérurier et à Jérémie pour triompher des ravisseurs et récupérer Toinet et M. Félix. Heidi change de camp après avoir goûté aux charmes de chacun des trois policiers et décide de refaire sa vie à Paris avec M. Félix. San-Antonio va finalement résoudre le mystère en récupérant l'échantillon manquant du virus de la variole dans un motel d'Atlanta.

### Renifle, c'est de la vraie
- Publication : août 1988  (ISBN 2265078387)
- Situation dans la série : no 137
- Date et lieux principaux de l'action : Paris
- Personnages principaux : San-Antonio, Bérurier, Pinaud, Jérémie Blanc, Achille, La famille Dumanche-Ackouilh
- Résumé : San-Antonio et son équipe enquêtent sur les meurtres d'agents de la paix commis par l'organisation mort aux vaches. Le piège tendu par Bérurier déguisé en agent de la paix échoue mais permet d'identifier Émeraude, la fille de Philippe Dumanche-Ackouilh le sous-directeur de la police comme membre de l'organisation. Il ne reste plus qu'à capturer Hervé Cunar, le cerveau de l'organisation, qui mène en réalité une vengeance personnelle.
- Remarque : Dans cet épisode, San-Antonio fait la connaissance de Pierre Poljak qui deviendra inspecteur de police et Jérémie Blanc demande Émeraude en mariage. Bérurier et Pinaud vont dormir pendant 5 jours après avoir été drogués à l'héroïne.

### Le Cri du morpion
- Publication : (janvier 1989)  (ISBN 2265058262)
- Situation dans la série : no 138

### Papa, achète-moi une pute
- Publication : (avril 1989)  (ISBN 2265054925)
- Situation dans la série : no 139

### Ma cavale au Canada
- Publication : (juin 1989)  (ISBN 2265041645)
- Situation dans la série : no 140

### Valsez, pouffiasses
- Publication : (août 1989)  (ISBN 2265058343)
- Situation dans la série : no 141

### Tarte aux poils sur commande
- Publication : (octobre 1989)  (ISBN 2265058327)
- Situation dans la série : no 142

### Cocottes-minute
- Publication : (janvier 1990)  (ISBN 226504279X)
- Situation dans la série : no 143

### Princesse patte-en-l'air
- Publication : (avril 1990)  (ISBN 2265078441)
- Situation dans la série : no 144

### Au bal des rombières
- Publication : (juin 1990)  (ISBN 226506498X)
- Situation dans la série : no 145
- Date et lieux principaux de l'action :Institut de thalassothérapie de Riquebon-sur-mer, Finistère, Bretagne, France
- Personnages principaux : Antoine San Antonio, Alexis Clabote

### Buffalo Bide
- Publication : (janvier 1991)  (ISBN 2265078492)
- Situation dans la série : no 146

### Bosphore et fais reluire
- Publication : avril 1991  (ISBN 2265044938)
- Situation dans la série : no 147.
- Remarque : on retrouvera Xavier Mathias dans le roman Al Capote (1992).

### Les cochons sont lâchés
- Publication : juin 1991 chez Fleuve noir  (ISBN 226506694X)
- Situation dans la série : no 148
- Date et lieux principaux de l'action : Argentine
- Personnages principaux : Bérurier, Pinaud
- Résumé : Alors que San-Antonio est en vacances, Bérurier et Pinaud volent au secours de Berthe et de son amant Alfred, accusés de meurtre en Argentine.
- Remarque : Cette aventure se déroule sans aucune apparition du commissaire San-Antonio. Pinaud et Bérurier mènent l'enquête seuls, avec l'aide de la directrice de la police locale.

### Le hareng perd ses plumes
- Publication : (août 1991)  (ISBN 2265069221)
- Situation dans la série : no 149

### Têtes et sacs de nœuds
- Publication : (octobre 1991)  (ISBN 226506680X)
- Situation dans la série : no 150

### Le Silence des homards
- Publication : janvier 1992  (ISBN 2265066796)
- Situation dans la série : no 151
- Date et lieux principaux de l'action : Paris (rue la Huchette et autres lieux), Collonges-au-Mont-d'Or, Chalon-sur-Saône.
- Personnages principaux : San-Antonio, Bérurier, Berthe, Achille, Mathias, Jérémie Blanc, Violette, Bokono Al Esbrouf, Martine Vénérien, Solange Vénérien (sa mère), Jean-Paul Mizinsky (un jeune commissaire), July Larsen 1, July Larsen 2, Arlette Ménaupe, Régis Rombier, Edmond Rebuffade et Madame, Hermance, Rosette Esperanza.
- Résumé : un jeune Maghrébin, Bokono Al Esbrouf, est castré et assassiné alors qu'il rend hommage à sa copine Martine dans une soupente de la rue la Huchette à Paris. Les auteurs du crime sont trois personnages masqués se réclamant d'un mouvement raciste et xénophobe « France Propre », promettant le même traitement à « tous les bougnes, bicots et autres rastas » qui s'aventureraient à toucher à une Française blanche. Plusieurs meurtres plus tard, le président de la République demande à San-Antonio, par l'intermédiaire d'Achille, de constituer une cellule de crise dont il couvrira entièrement les agissements, et de résoudre le problème.
- Remarque : le titre équivoque sur Le Silence des Agneaux de Thomas Harris; sous-titré « roman hyperbolique »; en outre, dans le titre de chaque chapitre, le mot chapitre est remplacé par chat clown (à l'exception du dernier).

### Y en avait dans les pâtes
- Publication : (avril 1992)  (ISBN 2265074446)
- Situation dans la série : no 152
- Date et lieux principaux de l'action : Paris, Lyon, Bourg-en-Bresse (brièvement).
- Personnages principaux : San-Antonio (promu directeur de la Police, à la suite de l'épisode précédent), Bérurier, Pinaud, Mathias, Jérémie Blanc, Violette, Marie-Marie, Achille, Pach, Joël Larmiche et Madame sa mère, Al Ben Kalif, Lugo Lugowitz, « Friandise » (petit ami de Joël Larmiche), le docteur Camille Desanges, Madame Princesse (maquerelle de grande classe), Adeline (l'une de ses employées), Larigot (détective privé).
- Résumé : un tueur en série, Pach, vient apparemment d'assassiner une femme de six balles de révolver dans le vagin. Le corps de celle-ci est retrouvé dans le coffre de la voiture d'un petit revendeur de drogue, Joël Larmiche, successivement interrogé par Bérurier puis San-Antonio. Après la méthode forte du premier, l'approche plus subtile du nouveau directeur de la Police porte ses fruits, et un semblant de début de piste apparaît. Entre-temps, Mathias découvre l'existence passée de deux meurtres similaires, l'un à Bourg-en-Bresse et l'autre à Lyon : les trois femmes se livraient à la prostitution, et ont connu une mort identique. Peu après, Joël Larmiche est écrasé par une mystérieuse voiture…
- Remarques : l'illustration de couverture (édition 1992) représente un plat de spaghetti garni de quelques moules; cependant, la lecture attentive du roman révèle qu'il s'agit en fait de tout autre chose… Ouvrage sous-titré « roman extrêmement policier ». Chaque chapitre est numéroté, puis commenté d'une courte phrase descriptive.

### Al Capote
- Situation dans la série : no 153.
- Publication : Juin 1992  (ISBN 2265064955).
- Intrigue : San-Antonio se lance sur la piste d'un mystérieux document qui a trait à l'assassinat de John F. Kennedy survenu 30 ans auparavant. Assisté de Mathias et Bérurier, il se rend à Los Angeles pour reconstituer les faits à partir des derniers protagonistes de cette époque.

### Faites chauffer la colle
- Publication : (janvier 1993)  (ISBN 2265074438)
- Situation dans la série : no 154

### La Matrone des sleepinges
- Publication : (avril 1993)  (ISBN 2265082910)
- Situation dans la série : no 155

### Foiridon à Morbac City
- Publication : (juin 1993)  (ISBN 2265074462)
- Situation dans la série : no 156

### Allez donc faire ça plus loin
- Publication : (août 1993)  (ISBN 2265074454)
- Situation dans la série : no 157

### Aux frais de la princesse
- Publication : octobre 1993 chez Fleuve noir  (ISBN 2265078360)
- Situation dans la série : no 158
- Date et lieux principaux de l'action :
- Personnages principaux : San-Antonio
- Résumé : San-Antonio se voit offrir le titre de directeur de la police par le ministre de l'Intérieur. Acceptant cette promotion, il propose au ministre que son ancien chef, Achille le remplace à son poste. Mais peu de temps après, le ministre l'informe par téléphone qu'Achille semble s'être volatilisé, et lui ordonne de le retrouver. Ce qui conduit rapidement San-Antonio à enquêter également sur la disparition de Thérèse Genitrix, une comédienne…

### Sauce tomate sur canapé
- Publication : (janvier 1994)  (ISBN 2265075825)
- Situation dans la série : no 159

### Mesdames, vous aimez «ça»!
- Situation dans la série : no 160.
- Publication : avril 1994  (ISBN 226507585X).

### Maman, la dame fait rien qu'à me faire des choses
- Publication : juin 1994  (ISBN 2265075884)
- Situation dans la série : no 161

### Les huîtres me font bâiller
- Publication : janvier 1995  (ISBN 2265054364)
- Situation dans la série : no 162

### Turlute gratos les jours fériés
- Publication : avril 1995  (ISBN 2265054933)
- Situation dans la série : no 163

### Les eunuques ne sont jamais chauves
- Publication : juin 1995  (ISBN 2265081019)
- Situation dans la série : no 164

### Le pétomane ne répond plus
- Publication : octobre 1995  (ISBN 2265056413)
- Situation dans la série : no 165

### T'assieds pas sur le compte-gouttes
- Publication : janvier 1996  (ISBN 2265057738)
- Situation dans la série : no 166
- Date et lieux principaux de l'action : Montevideo
- Personnages principaux : San-Antonio, Bérurier, Ramirez y Ramirez, Maria del Carmen, Pamela Right
- Résumé : Les services secrets britanniques font appel à San-Antonio pour retrouver la trace de Kurt Vogel, un dangereux criminel, en Uruguay. Il part avec Bérurier pour Montevideo. Ils vont y rencontrer Pamela Right, une espionne britannique qui va tenter l'impossible avec Bérurier, Ramirez y Ramirez, le chef de la police, et sa magnifique épouse, Maria del Carmen. Kurt Vogel est facilement repéré car son adresse est connue de la police et sera assassiné lorsque San-Antonio et Bérurier visitent sa maison. Ils comprennent alors qu'ils servent de bouc-émissaires et vont devoir échapper à leurs poursuivants au milieu d'un coup d'état. Un voyage jusqu'à Dayman dans le nord du pays va permettre de découvrir la vérité...

### De l'antigel dans le calbute
- Publication : octobre 1996  (ISBN 2265075418)
- Situation dans la série : no 167

### La Queue en trompette
- Situation dans la série : no 168.
- Publication : février 1997  (ISBN 2265078417).
- Intrigue : Le commissaire San-Antonio enquête sur une série de meurtres gravitant autour de la mystérieuse Eléonore.

### Grimpe-la en danseuse
- Publication : mai 1997  (ISBN 2265062359)
- Situation dans la série : no 169

### Ne soldez pas grand-mère, elle brosse encore
- Publication : septembre 1997  (ISBN 2265063290)
- Situation dans la série : no 170

### Du sable dans la vaseline
- Publication : septembre 1998  (ISBN 2265065307)
- Situation dans la série : no 171

### Ceci est bien une pipe
- Publication : 13 janvier 1999  (ISBN 2265066958)
- Situation dans la série : no 172

### Trempe ton pain dans la soupe
- Publication : mai 1999  (ISBN 2265066966)
- Situation dans la série : no 173
- Date et lieux principaux de l'action :Paris, Miami
- Personnages principaux :San-Antonio, Bérurier, Jérémy Blanc

### Lâche-le, il tiendra tout seul
- Publication : septembre 1999  (ISBN 2265075396)
- Situation dans la série : no 174

### Céréales killer
- Situation dans la série : no 175.
- Publication : 2001 (posthume, signé San-Antonio, mais écrit par son fils, Patrice Dard)  (ISBN 2265071846).
- Intrigue : Le fils du commissaire San-Antonio, Antoine (« Toinet »), se retrouve principal suspect du meurtre de Mélanie Godemiche.

## Hors-série
D'un plus fort volume, neuf ouvrages hors série ont paru. Ils mettent en scène San-Antonio et Bérurier.
- L'Histoire de France vue par San-Antonio, 1964
- Le Standinge selon Bérurier, 1965
- Béru et ces dames, 1967
- Les Vacances de Bérurier ou la Croisière du Mer d'alors, 1969
- Béru-Béru, 1970
- La Sexualité, 1971
- Les Con, 1973
- Si Queue-d'Âne m'était conté ou la Vie sexuelle de Bérurier, 1976
- Napoléon Pommier, 2000

## Traductions en anglais américain
- Tough Justice (Messieurs les hommes), Paperback Library, New York
- Stone Dead (C'est mort et ça ne sait pas), par Cyril Buhler, 1969, Paperback Library, New York, 1970 (No.63-283)
- Thugs And Bottles (Du brut pour les brutes), par Cyril Buhler, Paperback Library, New York, 1970 (No.63-306)
- The Strangler (La Fin des haricots), par Cyril Buhler, 1968, Paperback Library, New York, 1970 (No.63-326)
- Knights Of Arabia (Bérurier au sérail), par Cyril Buhler, 1969, Paperback Library, New York, 1970 (No.63-341)
- From A To Z (De « A » jusqu'à « Z »), par Hugh Campbell, Paperback Library, New York
- Crook's Hill, Paperback Library, New York

## Romans publiés sous le nom de San-Antonio
Frédéric Dard utilise le pseudonyme San-Antonio pour signer un certain nombre de romans qui n'ont aucun rapport avec les aventures de San-Antonio et de Bérurier. Certains sont des originaux, d'autres des rééditions de romans précédemment signés Frédéric Dard.
- Je le Jure, 1975
- Les Confessions de l'ange noir, 01/10/1978
- Y'a-t-il un Français dans la salle ?, 1979
- Les clefs du pouvoir sont dans la boîte à gants, 1981
- Faut-il tuer les petits garçons qui ont les mains sur les hanches ?, 1984
- La Vieille qui marchait dans la mer, 10/1988  (ISBN 2265046132)
- Le Mari de Léon, 1990
- Les Soupers du prince, 1992
- Ces dames du palais Rizzi, 1994
- La Nurse anglaise, 1996
- Le Dragon de Cracovie, 1998

## Les Nouvelles Aventures de San-Antoniopar Patrice Dard
Patrice Dard, fils de Frédéric, poursuit l'écriture des aventures du commissaire.

### Corrida pour une vache folle
- Publication : 2002
- Situation dans la série : no 1

### Un pompier nommé Béru
- Publication : 2002
- Situation dans la série : no 2

### Les escargots ne savent plus baver
- Publication : 2003
- Situation dans la série : no 3

### Ça se corse: roman explosif
- Publication : 2003
- Situation dans la série : no 4

### San-Antonio tient le bambou: roman Crusoé
- Publication : 2004
- Situation dans la série : no 5

### Le Silence des Anneaux: roman qui fait peur
- Publication : 2004
- Situation dans la série : no 6

### San-Antonio priez pour nous! roman romanesque
- Publication : 2005
- Situation dans la série : no 7

### Ze San-Antonio Code: roman poilant
- Publication : 2005
- Situation dans la série : no 8

### Shocking! roman véri britiche
- Publication : 2006
- Situation dans la série : no 9
- Remarque : il s'agit du 200e San Antonio

### San-Antonio contre San-Antonio: roman génétique
- Publication : 2006
- Situation dans la série : no 10

### Vingt mille nœuds sous les mers: roman suffocant
- Publication : 2006
- Situation dans la série : no 11
- Date et lieux principaux de l'action : Le Sous-Marin Nucléaire Le Fanfaron
- Personnages principaux : San-Antonio, Bérurier
- Résumé : Le Ministère de la Défense demande au commissaire d'aller élucider une série de meurtres qui a eu lieu à bord d'un Sous-Marin de la Marine Nationale

### San-Antonio s'envoie en l'air: roman de haut vol
- Publication : 2006
- Situation dans la série : no 12

### Culbutes dans le calbute: roman précieux
- Publication : 2007
- Situation dans la série : no 13

### Macchab' Academy: reality roman
- Publication : 2007
- Situation dans la série : no 14

### Rencontres d'un très sale type: roman de sens-friction
- Publication : 2008
- Situation dans la série : no 15

### Arrête ton char, Béru: roman givré
- Publication : 2008
- Situation dans la série : no 16
- Date et lieux principaux de l'action : Canada
- Personnages principaux : San-Antonio, Bérurier
- Résumé : Le Président (en personne) demande au commissaire d'aller mettre la main sur un "Serial Killer" à Montréal avant les autorités locales

### San-Antonio comme à confesse: roman peu orthodoxe
- Publication : 2008
- Situation dans la série : no 17

### Des vertes et des pas mûres: roman bien cru
- Publication : 2009
- Situation dans la série : no 18

### Lâche-nous les bandelettes: roman pharaonique
- Publication : 2009
- Situation dans la série : no 19
- Date et lieux principaux de l'action : Figeac (Lot) en Juillet

### Ça sent le sapin
- Publication : 2010
- Situation dans la série : no 20
- Remarque : nouveauté parue directement en poche.

### Deux p'tites tours et puis s'en vont
- Publication : 2011
- Situation dans la série : no 21

### Comme sur des roulettes
- Publication : 2011
- Situation dans la série : no 22

### Bérurier président
- Publication : Mars 2012
- Situation dans la série : no 23

### Contre X
- Publication : 27 février 2013
- Situation dans la série : no 24

### Scrimes
- Publication : 26 février 2014
- Situation dans la série : no 25

### À découper selon les pointillés
- Publication : février 2015
- Situation dans la série : no 26

### Ma tête à couper
- Publication : 2016
- Situation dans la série : no 27

### Sur le sentier de naguère
- Publication : 2016
- Situation dans la série : no 28

### Hors-série:Les Contrepets de San-Antonio(2002)
- Patrice Dard, Les contrepets de San-Antonio ou L'initiation de Bérurier à la contrepèterie, Fayard, 2002  (ISBN 9782738226488); illustrations de François Boucq.